# 전미철도노조
전미철도노조(American Railway Union; ARU)는 1893년 6월 20일 일리노이주 시카고의 철도 노동자들이 기관차 화부 유진 데브스의 지도 아래 결성한 노동조합이다. ARU는 당대 최대의 노동조합이었고, 미국 최초의 산별노조 중 하나이다. ARU는 직장이나 직종에 상관없이 철도에 종사하는 모든 노동자를 대변하고자 했다.
1893년 8월, 그레이트노던철도회사는 노동자들의 임금을 삭감하여 개월당 $146,500를 절약하고자 했다. ARU는 전 조합원들에게 파업을 지속하 18일 만에 사측에게 일방적 임금삭감에 대한 중재를 강제할 수 있었다. 중재자들은 그레이트노던사에게 임금삭감을 철회하라고 결정했다. 이는 ARU의 첫 승리이자 유일한 승리였다.
이듬해 풀먼팰리스카회사에 대한 풀먼사 파업에 대하여 미국 정부가 개입하여 연방군이 파업 노동자들을 분쇄하고 데브스를 비롯한 지도부는 감옥으로 끌려가면서 노조는 해산되었다.
데브스는 옥중에서 빅터 루이트폴트 베르거에게 카를 마르크스의 책을 전달받아 통독했고, 노동조합 운동가에서 의회 사회주의자로 전향한다. 출소한 데부스는 ARU와 협동공동체 형제단을 합병하여 협동형제단(SDA)을 만들었다. SDA는 미국 사회당의 전신이다.